# Hondschoote
Hondschoote (niederländisch: Hondschote) ist eine französische Stadt mit 4010 Einwohnern (Stand 1. Januar 2022) im Département Nord in der Region Hauts-de-France. Sie gehört zum Kanton Wormhout im Arrondissement Dunkerque.
Bekanntheit erreichte sie durch die Schlacht bei Hondschoote am 8. September 1793.

## Geographie
Die Stadt Hondschoote liegt an der Grenze zu Belgien und 18 Kilometer ostsüdöstlich von Dünkirchen. Umgeben wird Hondschoote von den Nachbargemeinden  Ghyvelde im Norden, Poperinge (Belgien) im Osten, Oost-Cappel im Süden, Killem im Südwesten sowie Warhem im Nordwesten.

## Bevölkerungsentwicklung
| Jahr                       | 1962 | 1968 | 1975 | 1982 | 1990 | 1999 | 2006 | 2014 | 2020 |
| Einwohner                  | 2705 | 2722 | 2964 | 3716 | 3654 | 3815 | 3803 | 4032 | 4041 |
| Quellen: Cassini und INSEE |      |      |      |      |      |      |      |      |      |

## Baudenkmäler
Siehe: Liste der Monuments historiques in Hondschoote

## Partnerschaft
Hondschoote unterhält seit 1979 eine Partnerschaft mit der baden-württembergischen Stadt Osterburken.